# آوتیک ساهاکیان
آوتیک هوهانسی ساهاکیان (ارمنی: Ավետիք Սահակյան؛ ارمنی: Avetik Hovhannesi Sahakian؛ زادهٔ ۱۸۶۳ – درگذشته ۱۹۳۳) یک سیاست‌مدار و دانشمند در رشته کشاورزی اهل ارمنستان بود. وی اولین رئیس مجلس نخستین جمهوری ارمنستان بود

## زندگی‌نامه
آوتیک ساهاکیان در ۱۸۶۵م در شهر جلال‌اوغلی (استپاناوان کنونی در جمهوری ارمنستان)، متولد شد. تحصیلات متوسطه را در شوشی و تحصیلات تکمیلی و عالی را در مدرسهٔ کشاورزی پطروفسکی مسکو به پایان رساند.
در ۱۸۹۰م ساهاکیان به اتهام شرکت در اجتماعات دانشجویی بازداشت و به تفلیس تبعید شد. در این شهر انجمن کشاورزی ارمنیان را تأسیس و نشریهٔ کشاورز را منتشر کرد. در ۱۹۰۹م به علت فعالیت حزبی بازداشت شد و تا ۱۹۱۲م زندانی بود.
ساهاکیان عضو شورای ملت‌های ماورای قفقاز (سِیم) و وزیر تدارکات و ارزاق دولت جمهوری متحد ماورای قفقاز بود. در ۱۹۱۸م، به ریاست نخستین مجلس جمهوری ارمنستان برگزیده شد. در ۱۹۱۹م نایب رئیس مجلس، وزیر رفاه عمومی و وزیر کشاورزی بود. ‏در پی سقوط جمهوری ارمنستان در۱۹۲۰م آوتیک ساهاکیان دستگیر و طی شورش ضد بلشویکی ۱۸فوریهٔ ۱۹۲۱م آزاد شد. پس از شکست شورش، او نیز همراه با سران شورش و وابستگان نظام پیشین به ایران آمد و در تبریز اقامت گزید. پس از مدتی به لبنان رفت و در ۱۹۳۳م در بیروت درگذشت.